# Città Frontale
Città Frontale foi um grupo musical italiano de rock progressivo ativo durante a década de 1970.

## História
Originário de Nápoles, e ligado ao Osanna, a banda se formou quando este último se dissolveu em 1974 por conta de Lino Vairetti e Massimo Guarino. Mas já havia existido na cidade um grupo de mesmo nome, em 1970, antes da formação do Osanna com quatro dos futuros componentes daquele grupo e o tecladista Gianni Leone, que os deixou para se unir ao Il Balletto di Bronzo.
A nova versão do Città Frontale conservou alguns elementos característicos do estilo do Osanna, como o grande uso do sax e flauta, além da mistura de sonoridades progressivas com o folclore mediterrâneo, mas com uma aproximação mais melódica e, de qualquer modo, comercial. Em relação aos primeiros quatro álbuns do Osanna, El Tor possui um som mais ligeiro.
Com uma bela capa desenhada pelo baterista Massimo Guarino, que também havia realizado um bonito desenho da capa do quarto álbum do Osanna, o LP abre com a longa Alba di una città/Solo uniti, que poderia ter sido inserida em Landscape of life, do Osanna, mas o resto não é particularmente original, com algumas influências de jazz-rock.

## Formação
- Lino Vairetti (voz, guitarra, melotron, harmônica)
- Gianni Guarracino (guitarra, synth, voz)
- Enzo Avitabile (sax, flauta, voz)
- Paolo Raffone (teclados)
- Rino Zurzolo (baixo)
- Massimo Guarino (bateria, percussões, vibrafone, voz)

## Discografia

### LP
- 1975 - El Tor (Fonit, LPX 45)

### CD
- 1989 - El Tor (Fonit Cetra, CDM 2028)